# Berndt Otto I. von Stackelberg
Berndt Otto I. Baron von Stackelberg (* 14. Mai 1662 in Reval; † 29. August 1734 in Åbo) war schwedischer Feldmarschall.

## Leben

### Herkunft und Familie
Berndt Otto war Angehöriger der Barone von Stackelberg. Seine Eltern waren der schwedische Major und estländische Landrat Wolter von Stackelberg (1625–1691) und Helene, geborene von Lieven aus dem Hause Parmel. Er war seit 1696 mit Freiin Margareta Elisabeth Maydell aus dem Hause Wredenhagen (1681–1767) verheiratet. Aus der Ehe gingen acht Kinder hervor, darunter:
- Jürgen Freiherr von Stackelberg (1697–1765), estländischer Landrat
- Bernd Otto Freiherr von Stackelberg (1703–1787), schwedischer Feldmarschall
- Wolter Reinhold Graf von Stackelberg (1703–1787), schwedischer General

### Werdegang
Er begann den Dienst als Freiwilliger der Garde und stieg im Laufe von zehn Jahren in Frankreich zum Hauptmann auf. Bei Ausbruch des Großen Nordischen Krieges wurde Berndt Otto zum Adjutanten des Generals Otto Vellingk (1649–1708) ernannt. 1701 kämpfte Berndt Otto als Oberstleutnant der schwedischen Armee von Generalgouverneur Wolmar Anton von Schlippenbach in Livland gegen Russland. In den Gefechten bei Rauge befehligte er dabei die schwedische Artillerie. 
Am 11. März 1702 wurde Berndt Otto zum Kommandeur vom Regiment Björneborg ernannt. 1704 trat Berndt Otto als Oberst unter den Oberbefehl des schwedischen Generals Adam Ludwig Lewenhaupt und kämpfte unter diesem in Kurland und Litauen. In der Schlacht bei Jakobstadt am 26. Juli 1704 befehligte Bernd Otto den linken Flügel, in der Schlacht bei Gemauerthof am 16. Juli 1705 kommandierte er die Vorhut. 
1706 wurde Berndt Otto zum Generalmajor befördert. 1708 führte Berndt Otto unter dem Oberbefehl von Graf Lewenhaupt eine der beiden Kolonnen in der Schlacht bei Lesnaja in Weißrussland, die eine der entscheidenden Schlachten des Großen Nordischen Krieges darstellte. In einem heftigen Schneesturm und einer kurzzeitig zahlenmäßig unterlegenen schwedischen Armee kamen bei Lesnaja mehr als die Hälfte der schwedischen Soldaten in russische Gefangenschaft. Die Niederlage von Lesnaja führte zu einer moralischen Stärkung Russlands unter Zar Peter I., weil die Einheit von Graf Lewenhaupt als die beste und stärkste Truppe der schwedischen Armee galt und seit neun Jahren unbesiegt war.
In der Schlacht bei Poltawa 1709 standen sich etwa 48.000 russische Soldaten unter Zar Peter dem Großen und etwa 20.000 schwedische Soldaten unter König Karl XII. gegenüber. Berndt Otto von Stackelberg befehligte unter dem Oberkommando von General Graf Lewenhaupt eine Infanteriekolonne und geriet dabei in russische Gefangenschaft. Über 6.900 schwedische Soldaten und Offiziere wurden im Zuge der vernichtenden Niederlage in der Schlacht bei Poltawa getötet und etwa 3.000 gefangen genommen. Mit den anderen gefangenen schwedischen Generälen wurde Berndt Otto dann im Triumphzug von Zar Peter dem Großen nach Moskau geführt. Erst nach nahezu dreizehn Jahren wurde Baron Berndt Otto im Zuge des Friedensvertrages von Nystad 1721 und dem Ende des Krieges aus russischer Gefangenschaft entlassen.
1722 wurde Berndt Otto zum Oberbefehlshaber in Finnland benannt. Als Anerkennung für seine Dienste wurde Bernd Otto am 11. Juli 1727 in den Freiherren-Stand erhoben. Am selben Tag beförderte man ihn auch zum Feldmarschall.
Baron Berndt Otto von Stackelberg war Erbherr auf Hallinap im Kirchspiel Sankt Johannis in Estland. 